# Kościół św. Jana Chrzciciela w Smogorzowie
Kościół św. Jana Chrzciciela – rzymskokatolicki kościół parafialny w Smogorzowie. Świątynia należy do parafii św. Jana Chrzciciela w Smogorzowie w dekanacie Namysłów wschód, archidiecezji wrocławskiej.
5 lutego 1966 roku, pod numerem 1108/66, kościół został wpisany do rejestru zabytków województwa opolskiego

## Historia kościoła
Lokalna historiografia (m.in. pastor Liebich w wydanej w 1862 r. kronice) obszernie cytowała traktujące o Smogorzowie dzieła Piotra z Byczyny i Jana Długosza. Wedle ich przekazów, wieś miała być już od roku 966 siedzibą śląskiego biskupa Gotfryda. Inne przesłanki mówią o rezydencji biskupiej, która stała się tymczasową siedzibą hierarchy wrocławskiego w burzliwych latach 30. XI wieku. Miał się wówczas tu schronić nieznany z imienia biskup po upadku biskupstwa wrocławskiego w wyniku nawrotu pogaństwa.
Pierwszy smogorzowski kościół był drewniany (modrzewiowy), a pierwsza źródłowa wzmianka o jego istnieniu pochodzi z roku 1376. W latach 1564–1654 świątynia należała do ewangelików. Kościół ten, noszący podwójne wezwanie św. Jana Chrzciciela oraz św. Jadwigi Śląskiej spłonął doszczętnie 10 lipca 1854 r. 
Obecny obiekt zbudowany został w latach 1859–1862, w miejscu odmiennym od poprzedniego (znajdował się on za plebanią, na terenie zlikwidowanego na przełomie lat 70. i 80. XX w. cmentarza), według projektu architekta Alexisa Langera.
Budynek został wybudowany w stylu neogotyckim, jego poświęcenia dokonał 1 listopada 1863 r. biskup wrocławski Heinrich Főrster. Do zabytków kościoła należy pochodząca z końca XV wieku rzeźba św. Anny Samotrzeciej.